# Bratulići (Marčana)
 Bratulići   (olaszul: Bratelli) falu Horvátországban, Isztria megyében. Közigazgatásilag Marčanához tartozik.

## Fekvése
Az Isztria délkeleti részén, Pólától 21 km-re, községközpontjától 6 km-re északkeletre, a Pólából Labinba vezető főúttól keletre fekszik.

## Története
Nevét egykori birtokosairól a Bratulić családról kapta. 1880-ban 56, 1910-ben 46 lakosa volt. Lakói főként mezőgazdaságból (gabona, szőlő és olajbogyó termesztés), valamint állattartásból  éltek. Az első világháború után a falu Olaszországhoz került. A második világháború után Jugoszlávia része lett. Jugoszlávia felbomlása után 1991-ben a független Horvátország része lett. 2011-ben a falunak 47 lakosa volt. Egyházilag sokáig a barbani plébánia káplánja látta el szolgálatát, 1988-tól az újonnan alapított hreljići plébániához tartozik.

## Lakosság
| Lakosság változása | Lakosság változása | Lakosság változása | Lakosság változása | Lakosság változása | Lakosság változása | Lakosság változása | Lakosság változása | Lakosság változása | Lakosság változása | Lakosság változása | Lakosság változása | Lakosság változása | Lakosság változása | Lakosság változása | Lakosság változása |
| ------------------ | ------------------ | ------------------ | ------------------ | ------------------ | ------------------ | ------------------ | ------------------ | ------------------ | ------------------ | ------------------ | ------------------ | ------------------ | ------------------ | ------------------ | ------------------ |
| 1857               | 1869               | 1880               | 1890               | 1900               | 1910               | 1921               | 1931               | 1948               | 1953               | 1961               | 1971               | 1981               | 1991               | 2001               | 2011               |
| 0                  | 0                  | 56                 | 61                 | 56                 | 46                 | 0                  | 0                  | 66                 | 72                 | 64                 | 49                 | 51                 | 44                 | 49                 | 47                 |